# Can Regordosa (Tiana)
Can Regordosa és una casa de Tiana (Maresme) inclosa a l'Inventari del Patrimoni Arquitectònic de Catalunya.

## Descripció
Edifici civil. Casa de planta baixa i pis que destaca fonamentalment pels elements de tipus historicista que utilitza en la seva decoració, especialment concentrada en les obertures, d'estil neogòtic: arcs ogivals lobulats, elements vegetals i guardapols superiors.
És també de destacar en la façana principal la sanefa de mosaic arran de cornisa i el coronament superior de l'edifici que, encara que molt senzill, imita l'estructura dels merlets medievals, així com el balcó de pedra i les dues terrasses situades lateralment que decoren les seves baranes amb traceria típicament gòtica que combina trifolis, arcs ogivals i elements geomètrics tallats en pedra.

## Història
Possiblement construït cap el 1910.